# بيتر ر. ليفينغستون
بيتر ر. ليفينغستون (بالإنجليزية: Peter R. Livingston)‏ هو سياسي أمريكي، ولد في 3 أكتوبر 1766 في الولايات المتحدة، وتوفي في 19 يناير 1847 في نفس البلد. حزبياً، نشط في الحزب الجمهوري الديمقراطي. وقد انتخب عضو مجلس ولاية نيويورك.